# カロリーメイト

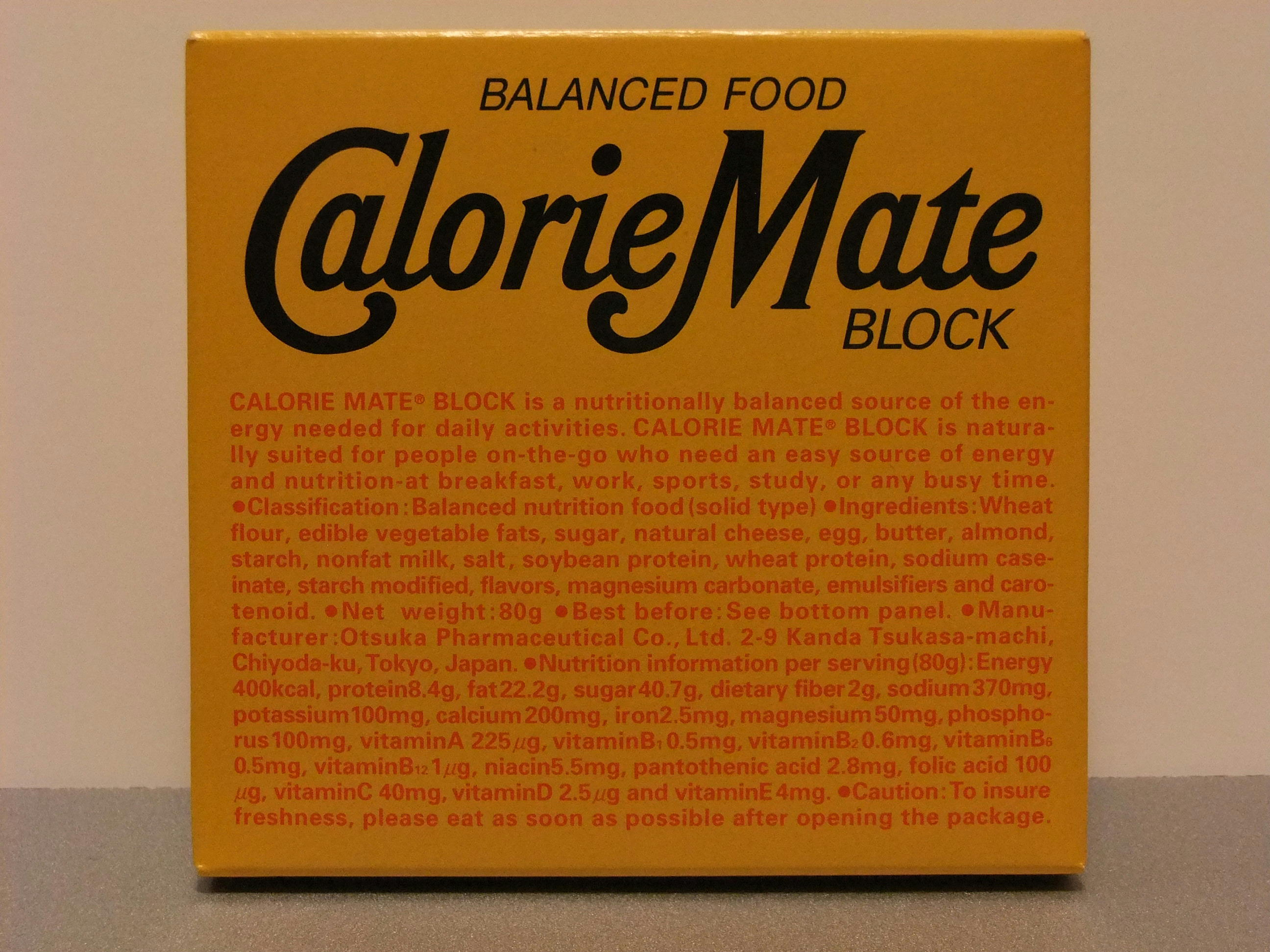
チーズ味のパッケージ

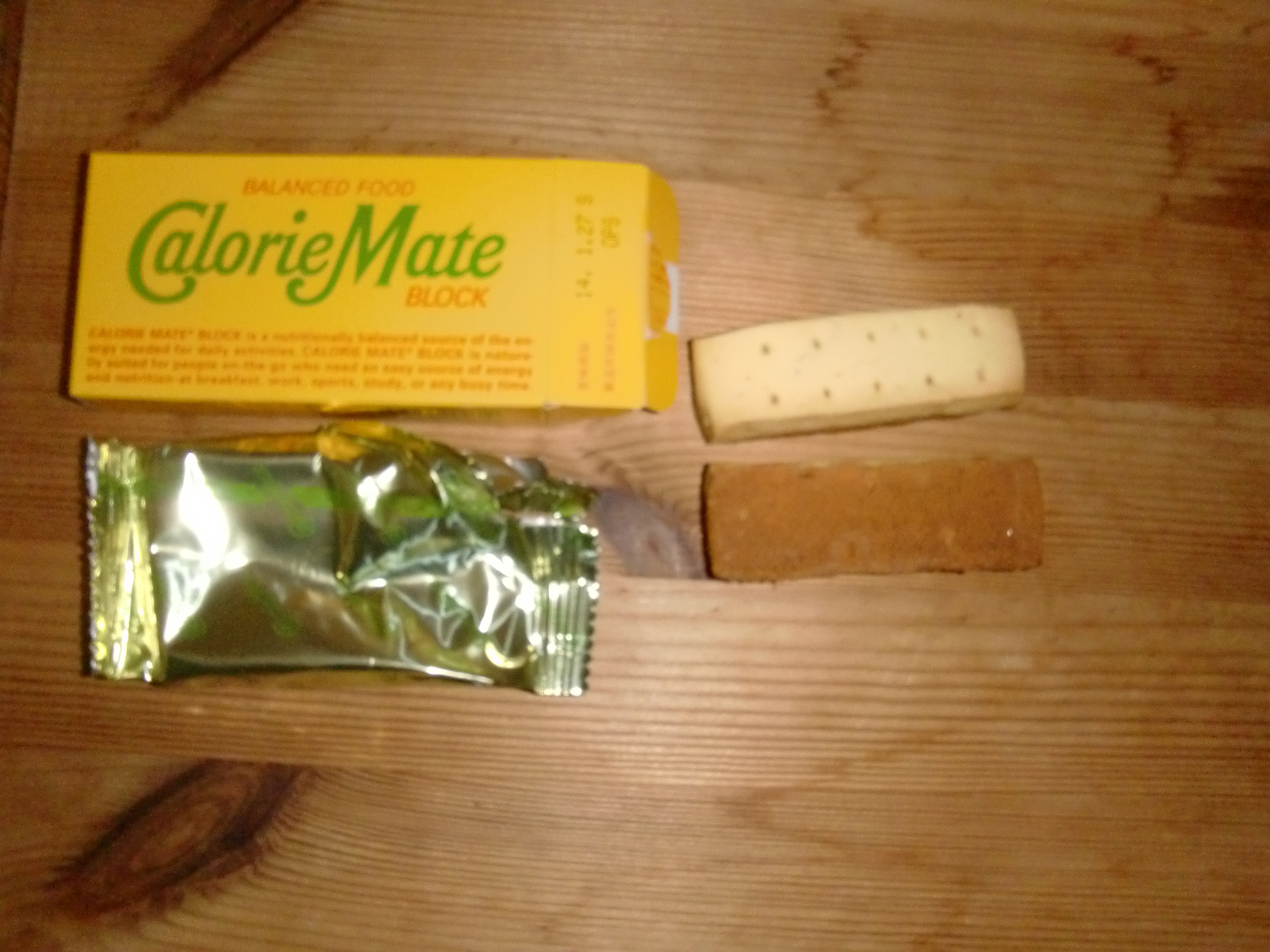
左上：カロリーメイトの箱
左下：カロリーメイトの包紙
右上：カロリーメイト
右下：カロリーメイト（裏側）

カロリーメイト（CalorieMate）は、大塚製薬から発売されている栄養調整食品群の商品名（登録商標第1609035号ほか）である。1983年に日本国内で発売が開始され、広く普及した。

## 概要
大塚製薬は食事ができない入院患者のために経管・経口栄養食「ハイネックス‐R（粉剤）」を1979年に開発。その後朝食欠食や深夜の食事などライフスタイルの変化に対応するための「バランス栄養食」として缶飲料のカロリーメイトが開発された。同時にイギリスのショートブレッドを参考にしたブロックタイプも開発が進められた。製品のコンセプトを理解してもらうため、栄養や体重管理をするアスリートに試してもらう活動をはじめたところ、アスリートや医師や栄養士からも評価されるようになる。ダイエットブームがくると、一般にも浸透した。
先行発売されたポカリスエットと並んで、現在の同社を代表する商品となっている。人間の生存に不可欠な重要栄養素である、タンパク質・脂質・糖質・11種類のビタミン・6種類のミネラル（ゼリータイプはタンパク質・脂質・糖質・10種類のビタミン・4種類のミネラル）がバランスよく含まれている。発売当初はチーズ味のブロックとミルク味の缶のみの商品構成であった。1983年11月に缶のコーヒー味、1984年4月にブロックのフルーツ味を発売した。1990年代になるとブロックにはチョコレート味などの新しい味や、ゼリーの新しい形状のものも登場している。また、大塚製薬の佐賀栄養製品研究所より「朝食には、糖質だけでなく、五大栄養素のバランスが大事」という様々な試験結果が発表（日本臨床栄養 29（1） 35-43（2007））されており、栄養バランスの重要性についての認識が一般に広まるにつれ、朝食や忙しい人の手軽な食事、夜食、非常食などの用途で親しまれている。
カロリーメイトは、2012年まで売上げを減少させてきたものの、2013年以降、時間のないときに食べるイメージがあったというイメージを「忙しいとき、あわてて」ではなく、一転「ゆっくり」食べるシーンを打ち出して、売上げを伸ばし始めた。サカナクションの山口一郎を起用し、「考えつづける人にとって、栄養は味方になる。満腹感は敵になる。」「KEEP THINKING（考えつづけろ）」をコピーにCMを放映。また、外国人初の女流棋士カロリーナ・フォルタンを応援するショートムービーをサイト上で公開し、「考える人を応援するカロリーメイト」をうたい始めた。時間がないときに「仕方なく」食べるもの、というイメージを覆し、「ごくたまにしか食べてもらえない商品」から、仕事や勉強で、集中を途切らせたくないときに、栄養補給と適度な腹持ちで集中し続けるために「積極的に食べる理由のある食品」としての脱却を図り、定番ブランドを復活させることに成功した。
日本水泳連盟シンクロナイズド・スイミング特別オリンピック強化対象選手2名を対象として、短期間のカロリーメイトを用いた減量を行わせた結果、除脂肪体重および体力の著しい低下なしに減量できること、血液性状の変化および形態の変化からみても、減量に有効であることが示唆された。また、カロリーメイトが胆嚢収縮剤として有用とする研究成果がある。

## 商品形態

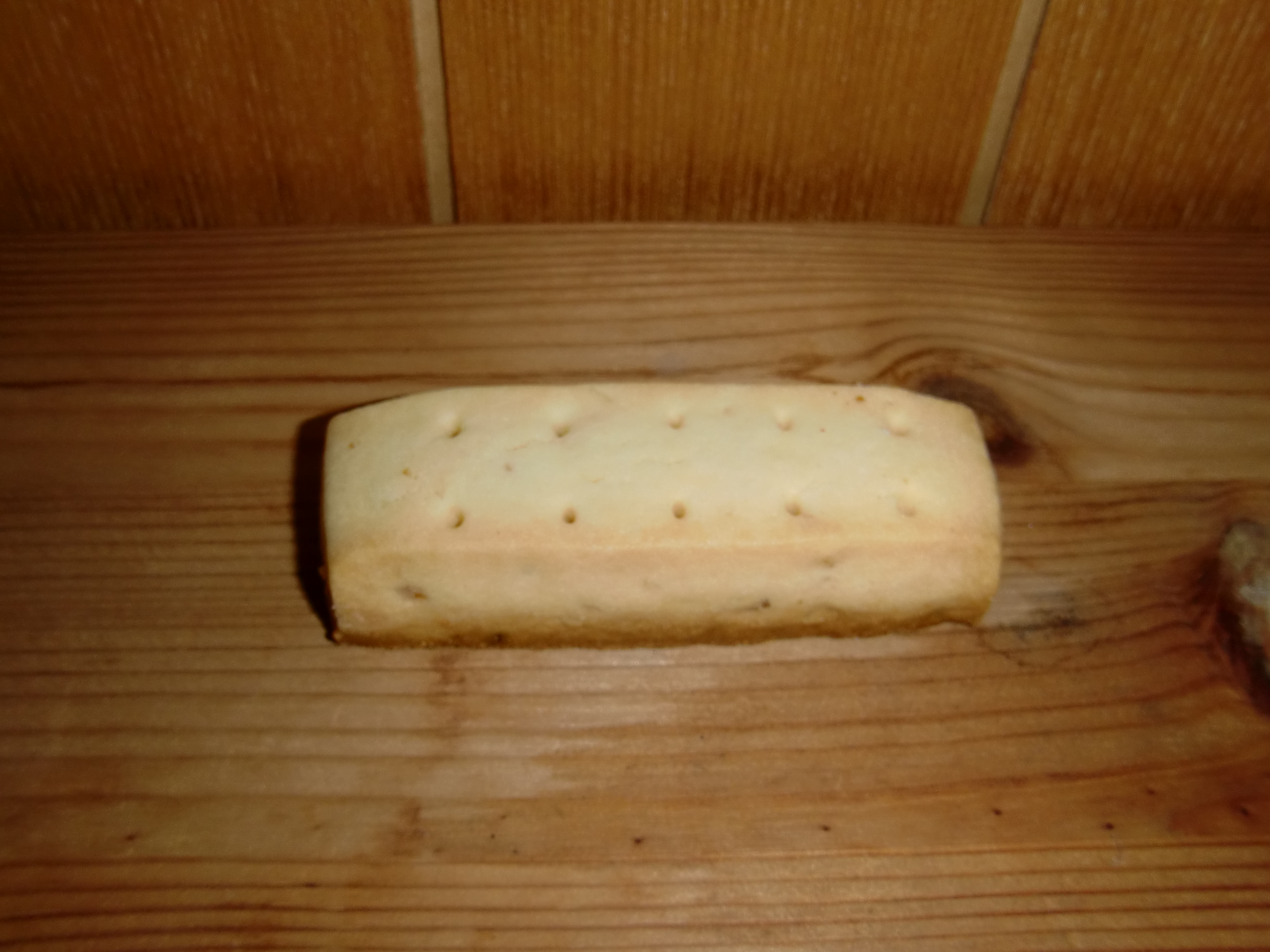
大塚製薬のカロリーメイト固形拡大画像

ブロック
柔らかく水分が少ない四角柱状の固形で、十個の穴が開けられており、クッキーというよりもショートブレッドに近い形状。1本100キロカロリー。チーズ味（1983年4月発売）、フルーツ味（1984年4月発売）、チョコレート味（1993年10月発売）、メープル味（2009年9月発売）、バニラ味（2022年3月発売）が販売されている。かつてはベジタブル味（2000年9月発売、2007年販売終了）、ポテト味（2007年4月発売、2014年販売終了）、プレーン味（2014年9月発売、2022年販売終了）も販売されていた。
1箱に2本入ったアルミ包装のパック2個が内包された4本入りがスーパーマーケット、ドラッグストアなどを中心に販売されているほか、1996年7月よりコンビニエンスストアなどでは2本パック1個が内包された2本入りも販売されている。当初、2本入りはイベントでの配布などに使われた非売品であった。発売当時から「内袋のパッケージが開けにくい」課題を抱えていたが、中央部に切り口を付けて改善し、現在は内袋両端の全幅をギザ状に仕上げて両端の何れからも開封可能である。
風味以外のバリエーションで、災害用非常食として賞味期限が製造後3年間の「カロリーメイトロングライフ」がある。これは、企業・自治体の備蓄用に販売している。60箱入りのケース単位で販売され、2本入り箱、チョコレート味がある。ロングライフの栄養成分は、市販のブロックタイプと一部異なる。
リキッド
1979年に医療用に開発された濃厚流動食「ハイネックス-R」を、一般消費者向けに改良を重ね誕生した流動食タイプ。過去には缶タイプと呼ばれていたが2019年10月7日に商品がリニューアルされ、「リキッドタイプ」と名称が改められた。1本200ミリリットル（mL）あたり200キロカロリー。カフェオレ味、フルーツミックス味、ヨーグルト味が販売されている。
かつてはミルク味・コーヒー味・ココア味・コーンスープ味や、糖分のデキストリンをマルチオリゴ糖にし、タンパク質を10グラムに増量したニューカロリーメイトも販売されていた（リニューアルされた3種類のリキッドタイプは、タンパク質の含有量が全て10グラムに統一されている）。
ゼリー
持ちやすい小型のゼリー飲料タイプ。飲み口つきのアルミパウチ袋入り。1袋（215g）あたり200キロカロリー（コンビニエンスストア限定で、100キロカロリーのアップル味も販売）。アップル味（2002年9月発売・2016年5月リニューアル）、ライム&グレープフルーツ味（2016年5月発売）、フルーティ ミルク味（2016年5月発売）が販売されている。なおゼリータイプのみ、ブロックタイプ・リキッドタイプのカロリーメイトには含まれている鉄・ビタミンCは含有しない。

### 過去に生産された商品
スティック
細長い棒状のビスケット。ライトシナモン味（2001年6月発売）、チョコレート味（2002年3月発売）が販売されていたが、いずれも2004年終売した。

## パッケージデザイン
パッケージデザインは、ポカリスエットのデザインも手がけたライトパブリシティの代表取締役社長でグラフィックデザイナーの細谷巌の手による。アルファベットの"Calorie Mate"のロゴは、最初はゴシック体でデザインしてみたが、良いものにならず、ライトパブリシティのタイポグラファー、深野匡が書いたブラッシュ・スクリプト体に変えてみたところ、良いデザインができ上がり、それが採用された。タイポグラファーのヘルムート・シュミットが関わったという情報もある。発売後は、文字の太さなど、細かな修正しか加えられていない。なお、赤い文字の部分は、含有されている栄養素が英語表記されている。

## CM
CMや広告では「忙しい人や頑張っている人を応援する人向けの栄養補助食品」としての位置づけを強調したものが多い。発売当時は広告制作プロダクション、ライトパブリシティのコピーライターで現会長の秋山晶がコピーと企画を担当した。CMには王貞治（当時は読売ジャイアンツ監督）が出演していたことで知られる。ほかにも、伊藤淳史が登場した「ワカゾー」シリーズのCMが人気を集めた。最近では、『メタルギアソリッド3』、『絶体絶命都市3 -壊れゆく街と彼女の歌-』とのコラボレーション企画としてゲーム中に登場したり、『24』をCMで使ったり、『24』のDVDを1枚同梱させたパッケージも販売された。また、『WARROCK』とのコラボもしている。
- 2007年より荒川良々演じるイエローマンらの出演するミニドラマ仕立てのCMが放映。キャッチコピーは「そこは持っとかないと」。2009年からは劇団ひとりがイエローマンの弟として共演していた。イエローマンと共演した人物として、2007年は瑛太、2008年は森山未来、八嶋智人、香椎由宇、2009年は劇団ひとり、香里奈がいる。
- 2011年10月から新たに、「夢中になったら、オンナは強い。」として、サッカー日本女子代表の川澄奈穂美、版画家の原田裕子、牧場経営の下屋敷美香が出演、キャッチコピーは「夢中の、途中に。」。
- 2012年12月より「とどけ、熱量。」をキャッチコピーとして、満島ひかりがなつかしのJポップを歌い、エールを送るという内容のシリーズCMが放送されている。第1弾は中島みゆきの「ファイト!」が使用された。このCMの60秒（1分）スペシャルバージョンが、同年1月20日18時59分に、TBS系列各局で一斉に放映された。
- 2013年4月からは第2弾として、米米CLUBの「浪漫飛行」を使用したCMが放映されている。
- 2015年4月からは平祐奈を[17]、2016年4月からは野村周平を起用したCMが放映。同年12月からは村上虹郎と神野三鈴を起用し、藤巻亮太の「3月9日」をCMソングとして採用したCMが放映[18]。
- 2018年4月から将棋棋士の丸山忠久を起用したカロリーメイトゼリーのテレビCMを放映。名前つながりで女流棋士のカロリーナ・フォルタンと栄養スポンサー契約を締結。「すすめ、カロリーナ。」のWebアニメも製作される[19]。
- 2020年8月からは、ミュージシャンの米津玄師を起用したカロリーメイト「変わらないもの」編がテレビCMとして放映。同CMには、米津玄師の楽曲「迷える羊」が採用された[20]。
- 2020年11月より、加藤清史郎と飯塚悟志（東京03）を起用した「見えないもの」篇が放映開始。CMソングとして森山直太朗の「さくら」の合唱バージョンが起用された[21]。2021年度のACC TOKYO CREATIVITY AWARDS フィルム部門Aカテゴリー（テレビCM） 総務大臣賞/ACCグランプリ受賞[22]。
- 2021年11月より、奥平大兼と青木柚を起用した「Midnight Train」編が放映開始。CMソングには、バラードアレンジおよびレコーディングが行われたYOASOBIの楽曲「あの夢をなぞって」が起用された[23]。
- 2022年11月より、山時聡真を起用した「狭い広い世界で」編が放送開始。CMソングにはバラードアレンジおよびレコーディングが行われたMrs.GREEN APPLEの楽曲「僕のこと」が起用された。
- 2023年11月18日より、伊東蒼、野内まるを起用した受験生応援CM第10弾『光も影も』篇が放送開始。CMソングには2012年から2013年まで放送されたテレビ朝日系列・朝日放送テレビアニメ『スマイルプリキュア!』オープニングテーマ「Let's go!スマイルプリキュア!」をピアニストの角野隼斗がピアノアレンジし演奏したバージョンがBGMとして採用された[24]。

## その他

### 番組・出演・愛用など
- 椎名桜子 - 1990年、CMに出演。
- 石田ひかり - 同上。
- 我が町バンザイ - 1980年代に東北地方の中波ラジオ局6局で放送されたラジオ番組。大塚製薬がスポンサーにつき、投稿が採用されたリスナーにカロリーメイトをプレゼントしていた。
- メディアコンテンツグランプリ2007 - 東京工科大学主催、フジテレビラボLLC合同会社（Fuji TV-lab,LLC）協力によるイベントに特別協賛している。
- 王貞治 - 発売当初のCMに出演。また、王は大塚食品のボンカレーのCMにも出演していた。
- 部長とカメラ - インターネット上で公開されている個人制作の旅番組。萩原寿夫が旅行中持参しており、番組ではカロリーメイトを食べるシーンが頻繁に登場する。
- SCHOOL OF LOCK! - 2017年より受験シーズン（10月 - 翌年3月）に番組とコラボレーションした商品を提供。

### 架空の設定
- ゴリラーマン - 主人公がドリンクタイプのミルク味が好物という設定。
- 女神の鬼 - 三浦治がよくブロックタイプのチーズ味を食している。
- フルメタル・パニック! - 主人公がブロックタイプのフルーツ味が好物という設定。
- 宇宙戦艦ヤマト2199 - 真田志郎が食事の時にブロックタイプのものを食べる。
- 耳をすませば - 主人公の月島雫が天沢聖司との約束である小説を書いているときに机の中に入れていた箱から取り出し、食べながら書いている。

#### カロリーメイトが登場するコンピュータゲーム
- ファンタシースターポータブル2 インフィニティ - ファンタシースターシリーズには「ペロリーメイト」という当製品をもじった回復アイテムが登場していたが、本作でコラボレーションが実現し、専用のグラフィックまで用意されている。
- メタルギアソリッド3 - ブロックタイプが回復アイテム・食料として登場する。主人公のネイキッド・スネーク曰く「美味すぎる!」らしく、スタミナが最大まで回復する。他の動植物の食料と違っていくら時間が経っても腐らない。PS2版ではチョコレート味。HDエディション（PS3・Xbox 360・PS Vita版）と、ニンテンドー3DS版のスネークイーター3Dではメープル味。リメイク作『メタルギアソリッド デルタ』（PS5・XSX/S・PC版）ではチーズ味。なお、舞台は発売前の1964年。
- クイズマジックアカデミー2 - 第3回全国大会を「カロリーメイト杯」として本製品とタイアップ[25]。期間限定でカロリーメイトに関する問題も出題された。
- WarRock - 回復アイテム・食料として登場[26]。
- 桃太郎電鉄12 西日本編もありまっせー! - 大塚製薬とスポンサー契約を結んだため、「カロリーメイト工場」という物件が「西日本編」に登場している。
- 絶体絶命都市3 -壊れゆく街と彼女の歌- - イベントアイテムの食料として登場[27]。チーズ味。プレイヤーが任意に使用することはできず、主人公も口にしない。入手時、災害時の緊急食糧としての活用説明がつく。
- CalorieMate LIQUID FOR GAME CREATORS - 大塚製薬のプロモーション用ゲーム（Steamにて、2024年9月12日～2025年3月11日の期間限定配信）。カロリーメイト リキッドの缶が主人公の3Dアクションアドベンチャーゲーム[28]。

### 同様製品・類似品など
- ハマダコンフェクト - 類似品「バランスパワー」を販売。
- 日本食研 - 類似品「バランスデイト」を販売。
- ヘテ - 類似品「カロリーバランス」、「カロリープラス」、「カロリーエイド」を販売。
- イオントップバリュ - 類似品「ライトミールブロック」を販売。製造はハマダコンフェクト[29]。
- アサヒフードアンドヘルスケア - 「クリーム玄米ブラン」を販売。
- 江崎グリコ -「バランスオン」「毎日果実」を販売。